# Buk (województwo kujawsko-pomorskie)
Buk – osada w Polsce położona  w województwie kujawsko-pomorskim, w powiecie wąbrzeskim, w gminie Ryńsk.
Według podziału administracyjnego Polski obowiązującego w latach 1975–1998, miejscowość należała do województwa toruńskiego.